# Hormona esteroide
Las hormonas esteroides son  esteroides que actúa como hormonas. Se dividen en cinco grupos, según el receptor al que se unen: glucocorticoides, mineralocorticoides, andrógenos, estrógenos, y progestágenos. Las hormonas esteroides tienen numerosas acciones, controlan funciones metabólicas, funciones inmunológicas, el equilibrio hídrico y las concentraciones en sangre de sodio y potasio, desarrollan las características sexuales y la capacidad de resistir enfermedades y lesiones. El término esteroide describe las hormonas de este tipo producidas de forma natural por el cuerpo, pero también se aplica a los medicamentos fabricados artificialmente que duplican la acción de los esteroides de origen natural.

## Resumen

Esteroidogénesis con enzima y productos intermedios.

Las hormonas esteroides naturales se sintetizan a partir del colesterol en las gónadas y glándulas suprarrenales. Son hormonas lipídicas que pueden pasar a través de la membrana celular por ser solubles en grasa, y luego unirse a receptores específicos que pueden encontrarse en el núcleo de la célula o en el citosol para provocar cambios dentro de la célula.
Las hormonas esteroides se transportan en la sangre unidas a un transportador específico proteico, por ejemplo la globulina fijadora de hormonas sexuales o la globulina fijadora de cortisol. Las conversiones y catabolismo adicional se producen en el hígado, en otros tejidos periféricos y en los tejidos diana

### Esteroides biológicos y esteroides sintéticos
Se han ideado diferentes sustancias sintéticas con acciones similares a los esteroides naturales. La mayoría son químicamente esteroides, pero algunas moléculas no esteroideas pueden interactuar con los receptores de los esteroides debido a la similitud de sus formas. La acción de los esteroides sintéticos puede ser más débiles o más potente que la de los esteroides naturales.
Algunos ejemplos de hormonas esteroides sintéticas:
- Glucocorticoides: prednisona, dexametasona, triamcinolona
- Mineralocorticoides: fludrocortisona
- Andrógenos: oxandrolona, testosterona, nandrolona
- Estrógenos: dietilestilbestrol (DES)
- Progestinas: noretindrona, acetato de medroxiprogesterona

## Efectos
Las esteroides ejercen una gran variedad de efectos mediados por mecanismos genómicos o no genómicos. Para las acciones genómicas se unen a receptores nucleares en el núcleo celular. Para las acciones no genómicas se unen a receptores de membrana y activan cascadas de señales intracelulares.
Los esteroides son solubles en lípidos y pueden pasar desde la sangre al citoplasma de la célula diana atravesando la membrana celular. En el citoplasma, el esteroide puede sufrir una alteración enzimática como una reducción, hidroxilación, o aromatización. En el citoplasma, el esteroide se une a receptores específicos,  muchos tipos de receptores de esteroides se dimerizan, es decir dos subunidades receptoras se unen para formar una unidad funcional que se puede unir al ADN y entrar en el núcleo celular. Una vez en el núcleo, el complejo ligando esteroide-receptor se une a secuencias específicas del ADN e induce la transcripción de sus genes objetivo.